# Moyenneville (Somme)
Moyenneville (picardisch Moéyénneville) ist eine französische Gemeinde mit 701 Einwohnern (Stand 1. Januar 2022) im Département Somme in der Region Hauts-de-France. Sie gehört zum Arrondissement Abbeville und war bis 2015 Hauptort des Kantons Moyenneville.

## Geographie
Moyenneville liegt rund acht Kilometer südwestlich von Abbeville. Den Osten der Gemeinde berührt die Autoroute A28 (Autoroute des Estuaires). Zur Gemeinde gehören Bouillancourt ganz im Westen und Bienlay im Osten. Das Gemeindegebiet liegt im Regionalen Naturpark Baie de Somme Picardie Maritime.

## Geschichte
Im Mai 1940 spielten sich auf dem Gemeindegebiet heftige Kämpfe ab.

## Einwohner
| 1962 | 1968 | 1975 | 1982 | 1990 | 1999 | 2006 | 2011 |
| ---- | ---- | ---- | ---- | ---- | ---- | ---- | ---- |
| 624  | 616  | 603  | 557  | 565  | 626  | 657  | 691  |

## Sehenswürdigkeiten
- im Jahr 1920 als Monument historique klassifizierte Kirche Saint-Samson[1]
- im Jahr 2003 als Monument historique eingetragene Ferme de Valanglart aus dem Jahr 1852[2]
- Kirche von Bouillancourt aus dem 16. Jahrhundert, 1926 als Monument historique eingetragen[3]
- ´Reste einer Raketenabschussrampe der Wehrmacht aus dem Zweiten Weltkrieg im Bois de Valanglart

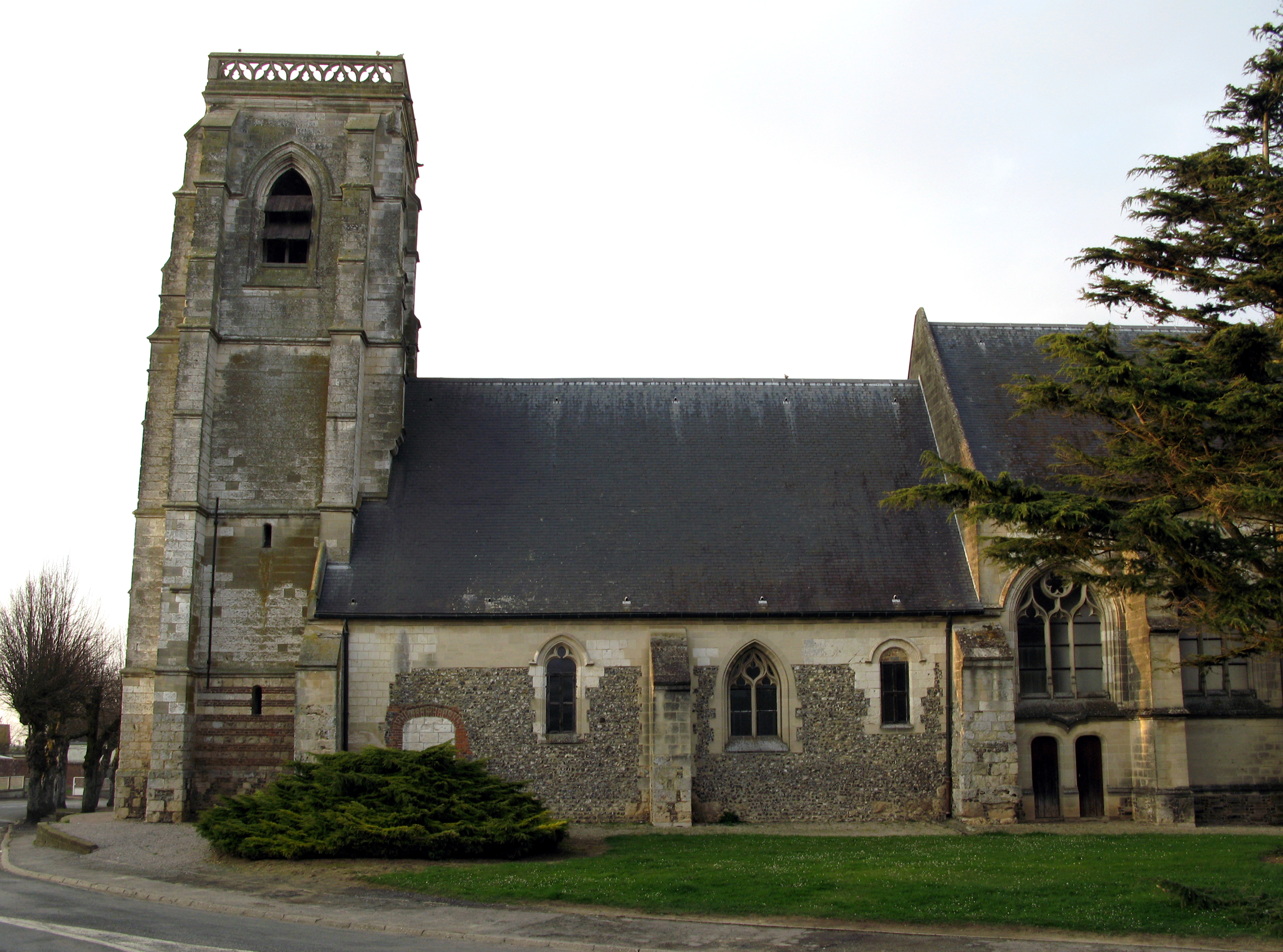
Kirche des heiligen Samson (Église Saint-Samson)
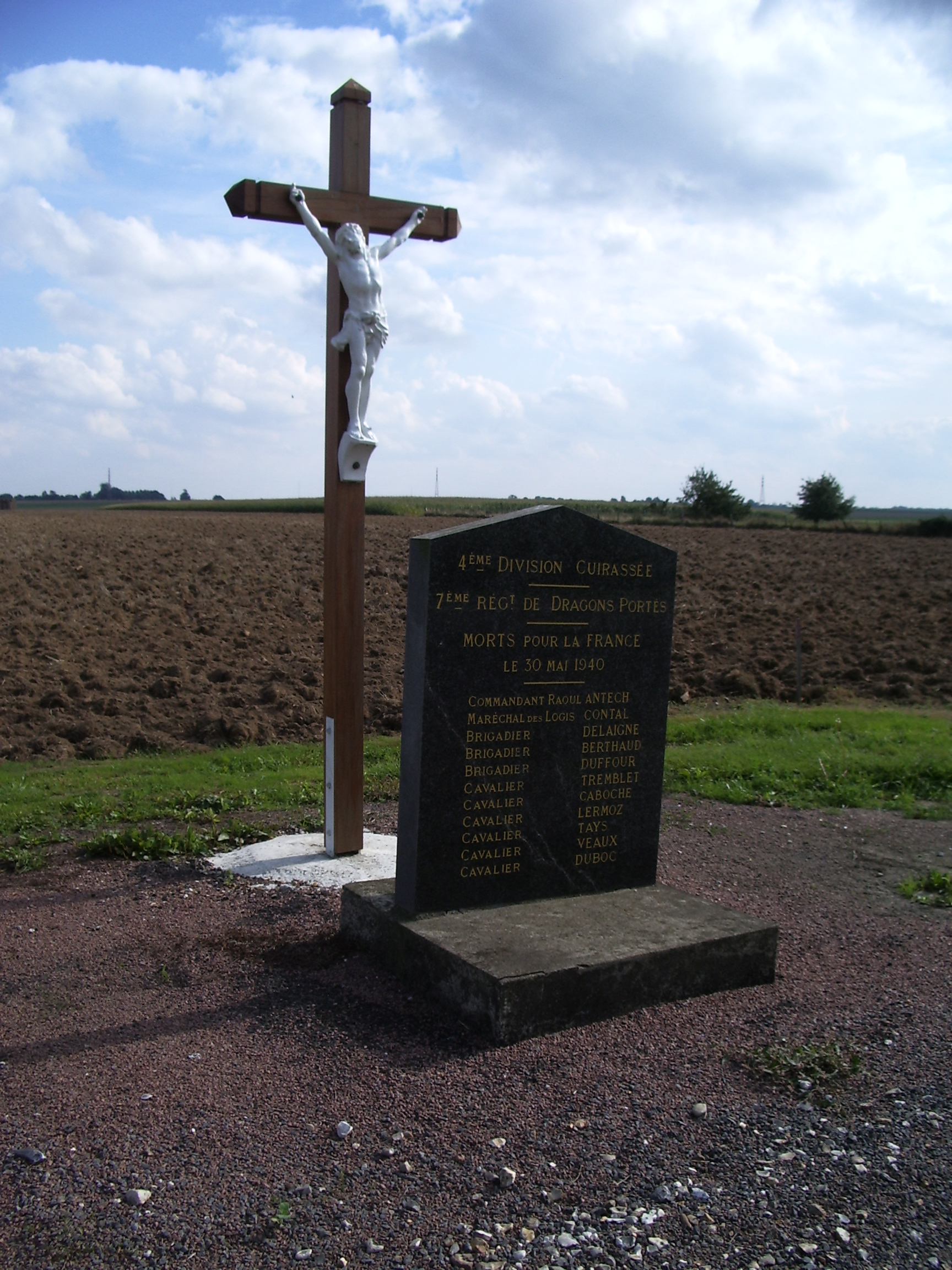
Flurkreuz und Gedenktafel an die Kämpfe im Jahr 1940